# Sonata para piano n.° 5 (Prokófiev)

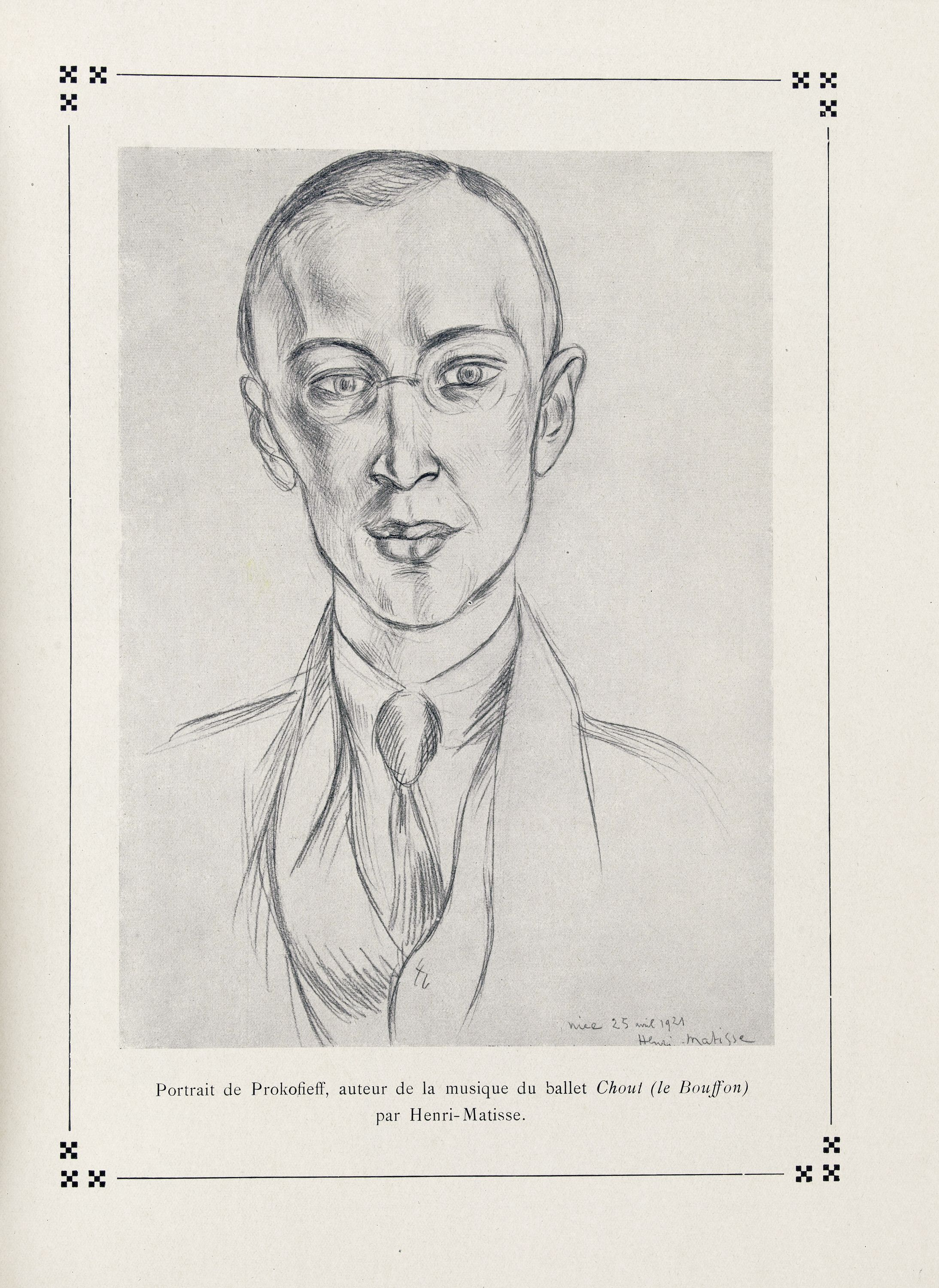
Ballets russes de Serge de Diaghilew. Programme de la Gaité Lyrique, mayo de 1921. Henry Matisse

La Sonata para piano n.° 5 en do mayor, Opus 38 de Serguéi Prokófiev, fue escrita en Ettal, cerca de Oberammergau, en los Alpes bávaros, durante la estancia del compositor allí en 1923. La revisaría treinta años después, al final de su vida, pero no de manera drástica, figurando esta revisión como su Opus 135, y es esta última versión la que se suele tocar casi siempre. La obra está dedicada a Pierre Souvtchinski, musicólogo y amigo.   Las otras ocho sonatas para piano de Prokófiev fueron escritas en Rusia.  Las revisiones y cambios de esta pieza, realizadas entre 1952 y 1953 en Rusia, se encuentran principalmente en el último movimiento. 

## Movimientos
1. Allegro tranquillo
2. Andantino
3. Un poco allegretto